# Gare d’Angers Saint-Laud
Gare d’Angers Saint-Laud – stacja kolejowa w Angers, w regionie Kraj Loary, we Francji. Znajdują się tu 3 perony.